# Siemnice
Siemnice is een gehucht in het zuidoosten van Polen, aan de grens met Oekraïne. Het behoort bij de gemeente Rachanie en de provincie Lublin. Siemnice telt 390 inwoners en ligt op 211 meter hoogte, in een landelijke en bosrijke omgeving. De stad speelt een centrale rol in de 18e aflevering van het televisieprogramma In Europa.